# Rietheim, Zurzach
Rietheim là một đô thị ở huyện Zurzach, bang Aargau, Thụy Sĩ.